# Une perte de temps
Une perte de temps (A Waste of Time) est une pièce de théâtre écrite par le dramaturge britannique Robert David MacDonald en 1980.

## Argument
Une adaptation de l'œuvre À la recherche du temps perdu de Marcel Proust.